# Metanastes vulgivagus
Metanastes vulgivagus är en skalbaggsart som beskrevs av Arthur Sidney Olliff 1889. Metanastes vulgivagus ingår i släktet Metanastes och familjen Dynastidae. Inga underarter finns listade i Catalogue of Life.